# Mai come vogliono
Mai come vogliono è un singolo del rapper italiano Capo Plaza, pubblicato il 13 maggio 2016.

## Tracce
1. Mai come vogliono – 1:40